# سعید آهنی
سعید آهنی (زادهٔ ۹ فوریهٔ ۲۰۰۱) بازیکن فوتبال اهل ایران است که در پست دفاع راست برای باشگاه فوتبال چادرملو بازی می‌کند.